# Ana Lupan
Ana Lupan (n. 12 septembrie 1922, Mihuleni, raionul Șoldănești, Republica Moldova – d. 23 februarie 1998, Chișinău, Republica Moldova) a fost o scriitoare sovietică și moldoveană, laureată a Premiului de Stat al RSSM-ului (1984).

## Copilărie și studii
Ana Lupan s-a născut în familia lui Pavel și Nadejda Lupan. Face parte din generația lui: Ion Druță, Ariadna Șalari, Vera Malev, Ion C. Ciobanu, Vasile Vasilache, Aureliu Busuioc.
În anul 1950 a absolvit Școala Agricolă din Cucuruzeni (1950), iar în 1960 Cursurile Superioare de pe lângă Institutul de literatură M. Gorki⁠(d) din Moscova.

## Carieră
Debutează în 1950, cu povestirea Stejarul. În anul 1955 îi apare culegerea de proză Drumul spre sat, alcătuit din povestiri despre satul basarabean, iar peste doi ani, în anul 1957, îi este tipărită culegerea Lasă vântul să mă bată. În anul 1963 apare culegerea Flori de toamnă, iar în 1964 – Buruieni de dragoste. Scriitoarea se manifestă și în genul dramatic: în anul 1966 iese de sub tipar culegerea Piese, unele dintre care au fost montate de teatrele din republică. În teatru, a scris și comedia Las` că-i bine și drama Roata vieții. În anul 1970 este publicată culegerea de nuvele Toaca iernii.
Între timp, prozatoarea scrie și lucrări epice de proporții: romanele-dilogii Țarină fără plugari, Regăsirea (1963, 1974), romanele Neagră-i floarea de cireș (1977) și Vâltoarea (1988) care, în opinia criticului literar Mihai Cimpoi, „prezintă un document uman răvășitor”. În anul 1982 editează Scrieri alese în două volume. A scris și povestiri pentru copii.
Opera prozatoarei a fost tradusă în limbile: mandarină, engleză, slovenă, letonă, lituaniană, kazahă, uzbecă, kirghiză, ucraineană.

## Premii și distincții
Pentru contribuția la prosperarea literaturii moldovenești, Anei Lupan, în anul 1984, i s-a decernat Premiul de Stat al RSSM-ului.
Prozatoarea a mai fost decorată cu:
- Medalia „Pentru Vitejie în Muncă” (1960)[2]
- Ordinul „Drapelul Roșu de Muncă” (1974)[2]
- Maestru al Literaturii din RM (1995)[2]
- Ordinul „Gloria Muncii” (1997)[2]

## Cărți publicate
- Drumul spre sat, editura „Lumina”, Chișinău, 1955, RSSM
- Lasă vântul să mă bată, Chișinău, 1957
- Clopoțel, Chișinău, 1958
- Flori de toamnă, Chișinău, 1960
- La fântâna Stănculesei, Chișinău, 1962
- Regăsirea, Chișinău, 1963
- Gângurel prinde la minte, Chișinău, 1964
- Buruieni de dragoste, editura „Cartea moldovenească”, Chișinău, 1964
- Roata vieții, Chișinău, 1966
- Moara copilăriei mele, Chișinău, 1967
- Piese, editura „Literatura artistică”, Chișinău, 1968
- Toaca iernii, editura „Literatura artistică”, Chișinău, 1970
- Lasă vântul să mă bată, editura „Cartea moldovenească”, Chișinău, 1971
- La cântatul cucoșilor, editura „Cartea moldovenească”, Chișinău, 1973
- Țarină fără plugari. Regăsirea, editura „Cartea moldovenească”, Chișinău, 1974
- Popas de o noapte, editura „Cartea moldovenească”, Chișinău, 1975
- Neagră-i floarea de cireș, editura „Literatura artistică”, Chișinău 1977
- Scrieri alese, editura „Literatura artistică”, Chișinău, 1982
- Valencea, editura „Literatura artistică”, Chișinău, 1982
- Bijuteriile bunicii, editura „Literatura artistică”, Chișinău, 1986
- Vâltoarea, editura „Literatura artistică”, Chișinău, 1988
- Povestiri, editura „Literatura artistică”, Chișinău, 1989
- Flori de toamnă, editura „Cartea Moldovei”, Chișinău, 2002, R. Moldova
- Flori de toamnă, editura „Cartea Moldovei”, Chișinău, 2007